# Anthoceros carolinianus
Anthoceros carolinianus là một loài rêu trong họ Anthocerotaceae. Loài này được Michx. mô tả khoa học đầu tiên năm 1803.